# Morti nel 1379
| Questa pagina contiene informazioni ricavate automaticamente dalle voci biografiche con l'ausilio del template Bio e di un bot. L'aggiornamento è periodico e automatico e ricostruisce completamente la pagina. Se manca una persona in questa lista, sei pregato di non aggiungerla, ma accertati piuttosto che la sua voce biografica contenga il template Bio e che i dati anagrafici siano correttamente compilati. Se il template Bio manca, inseriscilo tu stesso o, in alternativa, metti l'avviso {{tmp\|Bio}} che ne segnala la mancanza. Se i dati riportati sono sbagliati, correggi direttamente la voce biografica; le modifiche saranno visibili in questa lista entro pochi giorni. Per chiarimenti vedi il progetto biografie. La lista contiene solo le 17 persone che sono citate nell'enciclopedia e per le quali è stato implementato correttamente il template Bio. Pagina aggiornata al 18 ago 2025. |

- 12 febbraio - Mainardo Cavalcanti, politico e militare italiano
- 18 febbraio - Alberto II di Meclemburgo, nobile
- 29 maggio - Enrico II di Castiglia, re spagnolo (n. 1332)
- 6 luglio - Jean de Blandiac, cardinale e vescovo cattolico francese
- 13 agosto - Giacomo Orsini, cardinale italiano
- 10 ottobre - Giovanni di Bridlington, religioso, presbitero e santo britannico
- 15 novembre - Ottone V di Baviera, duca tedesco (n. 1346)
- 30 novembre - Raimondino Lupi, condottiero italiano
- 16 dicembre - John FitzAlan, I barone Arundel, nobile britannico
- 23 dicembre - Piero degli Albizi, politico italiano
- Stefano Colonna, cardinale italiano
- Luciano Doria, ammiraglio italiano
- Isabella di Coucy, nobile britannica (n. 1332)
- Filoteo Kokkinos, arcivescovo ortodosso bizantino
- Giovanni Pico, militare e politico italiano
- Tommaso da Modena, pittore e miniatore italiano (n. 1326)
- Giacomo d'Incisa, vescovo cattolico italiano